# Ana Risueño
Ana Risueño, née le 22 juin 1969 à  Madrid,  est une  actrice espagnole.

## Éléments biographiques
Elle étudie l'égyptologie, participe au démarrage d'une brasserie avec un de ses huit frères, puis est retenue dans quelques castings, comme la série humoristique Canguros. Elle est remarquée également dans une tout autre interprétation, qualifiée d'«envoutante», dans le film péruvien de Francisco José Lombardi, Bajo la piel,,. Elle enchaîne ensuite les rôles au cinéma et à la télévision pendant une vingtaine d'années.

## Filmographie

### Longs métrages
- Enciende mi pasión (1994), de José Miguel Ganga.
- Bajo la piel (1996), de Francisco José Lombardi[2].
- La Celestina (1996), de Gerardo Vera.
- Sueños en la mitad del mundo (1998), de Carlos Naranjo Estrella.
- Lágrimas negras (1998), de Fernando Bauluz y Ricardo Franco.
- El diablo en el paraíso (1999), de Ernesto Martín.
- La Vespa e la regina (1999), de Antonello de Leo[5].
- No respires: El amor está en el aire (1999), de Joan Potau.
- San Bernardo (2000), de Joan Potau.
- Lucía y el sexo (Lucia et le Sexe ) (2001), de Julio Medem.
- El paraíso ya no es lo que era (2001), de Francesc Betriu.
- No dejaré que no me quieras (2002), de José Luis Acosta.
- Impulsos (2002), de Miguel Alcantud[6].
- Isi/Disi. Amor a lo bestia (2004), de Chema de la Peña.
- Un difunto, seis mujeres y un taller (2007), de Antonio Cuadri.
- Rumors (2007), de Óscar Aibar.
- La herencia Valdemar (2008), de José Luis Alemán.
- Todo lo que tú quieras (2010), de Achero Mañas

### Courts métrages
- Big Wendy (1995), de Juan Martínez Moreno.
- Perdón, perdón (1998), de Manuel Ríos San Martín.
- Amarantado (2000), de Lino Escalera.
- Desayunar, comer, cenar, dormir (2003), de Lino Escalera.

## Télévision

### Rôle permanent dans des séries télévisées
- Canguros (1995). Antena 3.
- Más que amigos (1997-1998). Telecinco.
- La vida en el aire (1998). La 2.
- A medias (2002). Antena 3.
- Cuéntame cómo pasó (2006-2011). La 1.
- Guante blanco (2008). TVE.
- Gran Reserva (2010-2013). La 1.
- Frágiles (2013). Telecinco. (5 épisodes).
- Derecho a soñar (2019). La 1.

### Apparitions dans des séries télévisées
- Ellas son así (1999). Telecinco.
- Aquí no hay quien viva (2003). Antena 3. Cette série comique  a été adaptée en français par Arnaud Gidoin sous le titre  Faites comme chez vous ! .
- Los simuladores (2006). Cuatro.
- Los misterios de Laura (2009). La 1.

### Dramatiques de la télévision
- Vuelo IL 8714 (2010). Telecinco.